# Daryll Neita
Daryll Neita (ur. 29 sierpnia 1996 w Londynie) – brytyjska lekkoatletka specjalizująca się w biegach sprinterskich.
Czwarta zawodniczka biegu na 100 metrów podczas juniorskich mistrzostw Europy (2015). W 2016 podczas mistrzostw Europy rozgrywanych w Amsterdamie sięgnęła po srebro w sztafecie 4 × 100 metrów. W tym samym roku w Rio de Janeiro zdobyła brązowy medal olimpijski w biegu rozstawnym 4 × 100 metrów. W następnym sezonie sięgnęła po srebrny medal mistrzostw świata w Londynie w biegu rozstawnym 4 × 100 metrów, natomiast indywidualnie odpadła w półfinale biegu na 100 metrów. Podczas igrzysk olimpijskich w Tokio (2021) zajęła 8. miejsce w finale biegu na 100 metrów, a wraz z koleżankami z reprezentacji zdobyła brąz w sztafecie 4 × 100 metrów. W 2022 została dwukrotną medalistką igrzysk Wspólnoty Narodów oraz sięgnęła po brązowy medal mistrzostw Europy. Brązowa medalistka w biegu na 60 metrów na halowych mistrzostwach Starego Kontynentu, a także zdobywczyni brązowego medalu podczas światowego czempionatu w Budapeszcie (2023).
Stawała na podium mistrzostw Wielkiej Brytanii.

## Osiągnięcia
| Rok  | Impreza                                 | Konkurencja    | Miejsce            | Lokata     | Wynik (s)     | Reprezentacja |
| ---- | --------------------------------------- | -------------- | ------------------ | ---------- | ------------- | ------------- |
| 2015 | Mistrzostwa Europy juniorów             | Eskilstuna     | bieg na 100 m      | 4. miejsce | 11,69         | GBR           |
| 2016 | Mistrzostwa Europy                      | Amsterdam      | sztafeta 4 × 100 m | 2. miejsce | 42,45         | GBR           |
| 2016 | Igrzyska olimpijskie                    | Rio de Janeiro | sztafeta 4 × 100 m | 3. miejsce | 41,77         | GBR           |
| 2017 | Superliga drużynowych mistrzostw Europy | Lille          | sztafeta 4 × 100 m | –          | DNF           | GBR           |
| 2017 | Mistrzostwa świata                      | Londyn         | bieg na 100 m      | półfinał   | 11,16         | GBR           |
| 2017 | Mistrzostwa świata                      | Londyn         | sztafeta 4 × 100 m | 2. miejsce | 42,12         | GBR           |
| 2018 | Mistrzostwa Europy                      | Berlin         | bieg na 100 m      | półfinał   | 11,27         | GBR           |
| 2018 | Mistrzostwa Europy                      | Berlin         | sztafeta 4 × 100 m | 1. miejsce | 42,19 (elim.) | GBR           |
| 2019 | IAAF World Relays                       | Jokohama       | sztafeta 4 × 100 m | eliminacje | DNF           | GBR           |
| 2019 | Superliga drużynowych mistrzostw Europy | Bydgoszcz      | bieg na 100 m      | 2. miejsce | 11,33         | GBR           |
| 2019 | Mecz Europa – USA                       | Mińsk          | bieg na 100 m      | 1. miejsce | 11,29         | EUR           |
| 2019 | Mistrzostwa świata                      | Doha           | bieg na 100 m      | półfinał   | 11,18         | GBR           |
| 2019 | Mistrzostwa świata                      | Doha           | sztafeta 4 × 100 m | 2. miejsce | 41,85         | GBR           |
| 2021 | Igrzyska olimpijskie                    | Tokio          | bieg na 100 m      | 8. miejsce | 11,12         | GBR           |
| 2021 | Igrzyska olimpijskie                    | Tokio          | sztafeta 4 × 100 m | 3. miejsce | 41,88         | GBR           |
| 2022 | Halowe mistrzostwa świata               | Belgrad        | bieg na 60 m       | półfinał   | 7,15          | GBR           |
| 2022 | Mistrzostwa świata                      | Eugene         | bieg na 100 m      | półfinał   | 10,97         | GBR           |
| 2022 | Mistrzostwa świata                      | Eugene         | sztafeta 4 × 100 m | 4. miejsce | 42,75         | GBR           |
| 2022 | Igrzyska Wspólnoty Narodów              | Birmingham     | bieg na 100 m      | 3. miejsce | 11,07         | ENG           |
| 2022 | Igrzyska Wspólnoty Narodów              | Birmingham     | sztafeta 4 × 100 m | 2. miejsce | 42,41         | ENG           |
| 2022 | Mistrzostwa Europy                      | Monachium      | bieg na 100 m      | 3. miejsce | 11,00         | GBR           |
| 2022 | Mistrzostwa Europy                      | Monachium      | bieg na 200 m      | półfinał   | DNS           | GBR           |
| 2022 | Mistrzostwa Europy                      | Monachium      | bieg na 400 m      | –          | DNS           | GBR           |
| 2023 | Halowe mistrzostwa Europy               | Stambuł        | bieg na 60 m       | 3. miejsce | 7,12          | GBR           |
| 2023 | Mistrzostwa świata                      | Budapeszt      | bieg na 100 m      | półfinał   | 11,03         | GBR           |
| 2023 | Mistrzostwa świata                      | Budapeszt      | bieg na 200 m      | 5. miejsce | 22,16         | GBR           |
| 2023 | Mistrzostwa świata                      | Budapeszt      | sztafeta 4 × 100 m | 3. miejsce | 41,97         | GBR           |
| 2024 | Mistrzostwa Europy                      | Rzym           | bieg na 200 m      | 2. miejsce | 22,50         | GBR           |
| 2024 | Mistrzostwa Europy                      | Rzym           | sztafeta 4 × 100 m | 1. miejsce | 41,91         | GBR           |
| 2024 | Igrzyska olimpijskie                    | Paryż          | bieg na 100 m      | 4. miejsce | 10,96         | GBR           |
| 2024 | Igrzyska olimpijskie                    | Paryż          | bieg na 200 m      | 5. miejsce | 22,23         | GBR           |
| 2024 | Igrzyska olimpijskie                    | Paryż          | sztafeta 4 × 100 m | 2. miejsce | 41,85         | GBR           |

## Rekordy życiowe
- Bieg na 60 metrów (hala) – 7,05 (2023)
- Bieg na 100 metrów – 10,90 (2022) / 10,80w (2022)
- Bieg na 200 metrów – 22,16 (2023)

5 sierpnia 2021 weszła w skład brytyjskiej sztafety 4 × 100 metrów, która wynikiem 41,55 ustanowiła aktualny rekord kraju w tej konkurencji. 20 lipca 2024 w Londynie sztafeta z Neitą na ostatniej zmianie wyrównała ten rezultat.